# Cotorra encaputxada
La cotorra encaputxada (Platycercus venustus) és una espècie de lloro originària del nord d'Austràlia, que va des del golf de Carpentària i Terra d'Arnhem fins a Kimberley.

## Descripció
És la més petita que totes les espècies Platycercus excepte la cotorra caragroga. La cotorra encaputxada adulta pesa de 90 a 110 g i fa de 29 a 32 cm de llarg. Té les ales amples amb una envergadura d'uns 44 cm, i una llarga cua amb dotze plomes. Amdòs sexes són gairebé idèntics, encara que algunes femelles adultes tenen un plomatge més apagat i algunes tenen plomes vermelles al cap i al pit. L'ocell adult té el front, el casquet, els llores, les cobertores auriculars, la part superior del coll i el clatell  negres, la gola és blanquinosa i grans taques a les galtes, que són principalment blanques amb les vores inferiors violetes a la subespècie nominal, i més blaves amb un segment superior blanc estret a la subespècie hillii. Les plomes de la part inferior del coll, el mantell i els escapulars són negres estretament vorejades de groc, donant un aspecte festonat, mentre que les plomes de l'esquena, la gropa, les cobertores de la cua superior i les parts inferiors són de color groc pàl·lid amb vores negres i bases grises ocultes. Les del pit tenen les bases de color gris molt fosc, de vegades tenyides de vermell. Les plomes cobertes de sota la cua són vermelles amb serrells negres. Les plomes de la part superior de la cama són de color groc pàl·lid tenyits de blau. Les rectrices centrals de la cua llarga són de color verd fosc canviant a blau fosc a les puntes, mentre que les altres plomes són de color blau fosc amb dues bandes de puntes blau pàl·lid i blanc. La cua inferior és de color blau pàl·lid amb una punta blanca. Les ales tenen una àmplia taca d'espatlla blava porpra en repòs, amb les plomes secundàries vorejades de color blau més fosc i les primàries negres amb vores blaves. El bec és blanquinós amb un cer gris, les potes i els peus són grisos i l'iris és marró fosc. Els ocells immadurs s'assemblen als adults, però en general són més apagats, amb pegats a les galtes menys ben definits. El plomatge negre en particular és més grisenc, i és més probable que hi hagi plomes vermelles escampades al cap, coll i parts inferiors.

## Distribució i hàbitat
La cotorra encaputxada es troba a la meitat nord d'Austràlia. A l'oest es troba des de Kimberley fins al sud, al paral·lel 18, al voltant de Derby, el parc nacional de Windjana Gorge, la serralada nord de Wunaamin Miliwundi, l'estació de Springvale i Warmun, amb divagants reportats a Halls Creek i Fitzroy Crossing. Al Territori del Nord es troba des del nord del riu Victòria fins a les illes Tiwi i a l'est fins a l'oest de la terra d'Arnhem, i a través del nord d'Arnhem a través de l'illa Milingimbi i les illes Wessel fins a la península de Gove. Està absent del centre la terra d'Arnhem, però es troba més a l'est al voltant de la costa occidental i meridional del golf de Carpentària, al sud de Borroloola i a través de la frontera a l'oest de Queensland fins al riu Nicholson.
La cotorra encaputxada viu en arbredes i boscos oberts herbosos, inclosos els boscos de sabana d'eucaliptus caducifolis. Els arbres típics inclouen espècies d'eucaliptus, com ara Eucalyptus tetrodonta, Melaleuca, Callitris i Acacia. Els hàbitats més específics inclouen la vegetació al llarg de petits rierols i congostos, afloraments de gres i cigles, així com algunes illes boscoses a la costa. La cotorra encaputxada es troba ocasionalment als manglars o espais verds públics dels suburbis de Darwin. Evita els boscos densos.

## Comportament

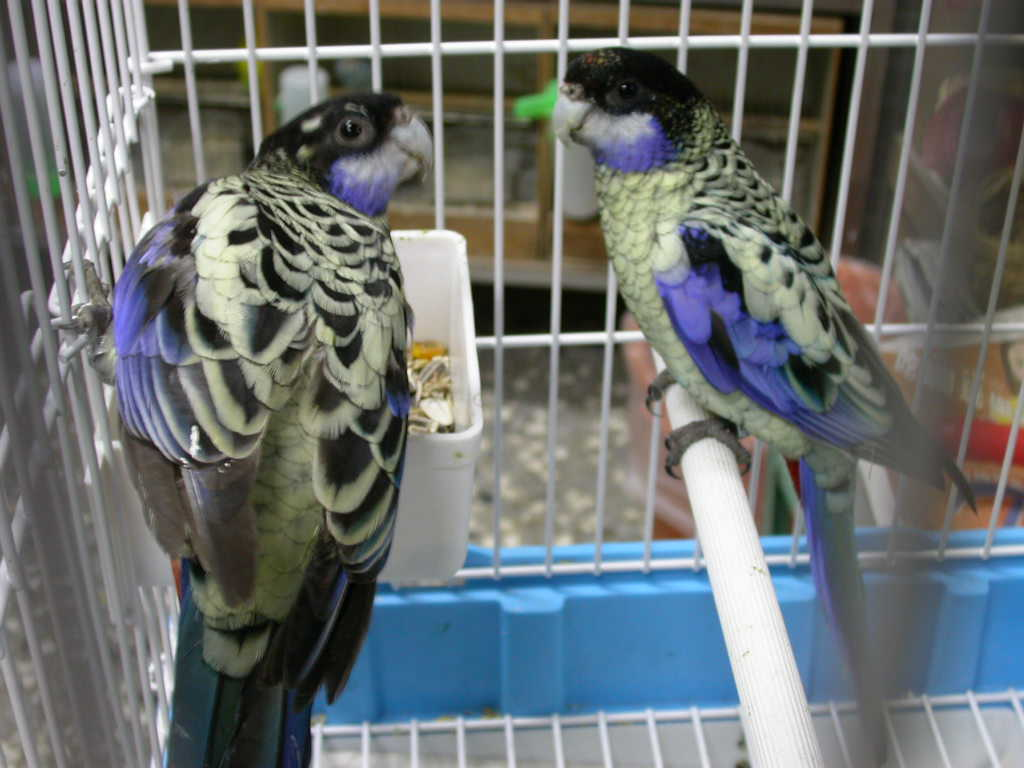
Dues cotorres encaputxades en captivitat.

No és un ocell gregari, la cotorra encaputxada es troba generalment sola o en parelles, encara que diversos ocells es posen junts al mateix arbre. De vegades es troben en grups més grans, normalment de 6 a 8 ocells, però en casos rars de fins a 15 individus. És més tímida que altres cotorres, i fuig a la part superior dels arbres si se'ls molesta. És una espècie més tranquil·la i menys vocal que altres cotorres i el repertori ha estat poc estudiat. En vol emet un reclam de contacte agut i curt; mentre està enfilat fa un xiulet de tres notes en escala ascendent o sons com de tub metàl·lic. Es pot escoltar una xiuxiueig suau mentre s'alimenta i, de vegades, quan es barallen a l'inici de la temporada de reproducció.

### Cria
La nidificació es produeix en els forats dels arbres a l'hivern, sovint en eucaliptus situats a prop de l'aigua. La posta té entre dos i cinc ous blancs mats o lleugerament brillants, mesurant aproximadament 26 x 21 mm. La femella incuba els ous sola, durant un període de 19 o 20 dies. Els pollets recentment desclosos estan coberts d'un plomissol llarg i blanc i estan en gran part indefensos (nidícols). Poden romandre al niu durant set setmanes després de l'eclosió i són alimentats pels dos progenitors. Les cries romanen amb els pares durant un any o més, sovint s'alimenten junts en petits grups familiars.

### Alimentació
La cotorra encaputxada s'alimenta a terra en els clars herbosos dels boscos i a les vores de camins i ribes, així com a la copa dels arbres. Menja llavors, especialment les d'eucaliptus, acàcies, xiprer (Callitris intratropica) i herbes. Menja llavors i nèctar d'Eucalyptus alba, E. tetrodonta, Corymbia polycarpa, Melaleuca nervosa i Grevillea pteridifolia. També menja flors, com les d'Eucalyptus miniata i fruita. També menja insectes larvaris i adults.

## Depredació i paràsits
La cotorra encaputxada és una presa del nínox rogenc (Ninox rufa). S'ha comprovat que el poll Forficuloecus wilsoni és un dels paràsits de la cotorra encaputxada.

## Estat de conservació
La cotorra encaputxada està catalogada com una espècie en risc mínim per la Unió Internacional per a la Conservació de la Natura (UICN), a causa de l'àmplia distribució que té i que la població és estable, sense cap evidència de cap descens significatiu. Malgrat això, la cotorra encaputxada és un ocell poc comú. El pasturatge del bestiar i la crema freqüent de boscos herbats poden tenir un impacte negatiu en el nombre de cotorres encaputxada. Com la majoria de les espècies de cotorres, està protegida per la Convenció sobre el Comerç Internacional d'Espècies Amenaçades de Fauna i Flora Silvestres (CITES) al estar inclosa en la llista d'espècies vulnerables de l'Apèndix II, que fa que la importació, exportació i comerç animals capturats a la natura il·legals.

## Avicultura
La majoria de cotorres encaputxada en captivitat a Austràlia són la subespècie nominal, però hi ha exemplars de galtes blaves que són subespècies hillii o intermedis. Els colors atractius la converteixen en una espècie desitjable per tenir a casa. En captivitat a l'hemisferi nord, s'ha comprovat que la cotorra encaputxada es reprodueix en els mateixos mesos naturals que ho fa a la seva distribució nativa de l'hemisferi sud. Com que es reprodueix a principis de la temporada, les postes fetes en els mesos més freds dels estats australians més freds poden no arribar a terme. Els criadors han intentat utilitzar aspersors als recintes per induir les parelles a reproduir-se en altres moments.

## Taxonomia i denominació

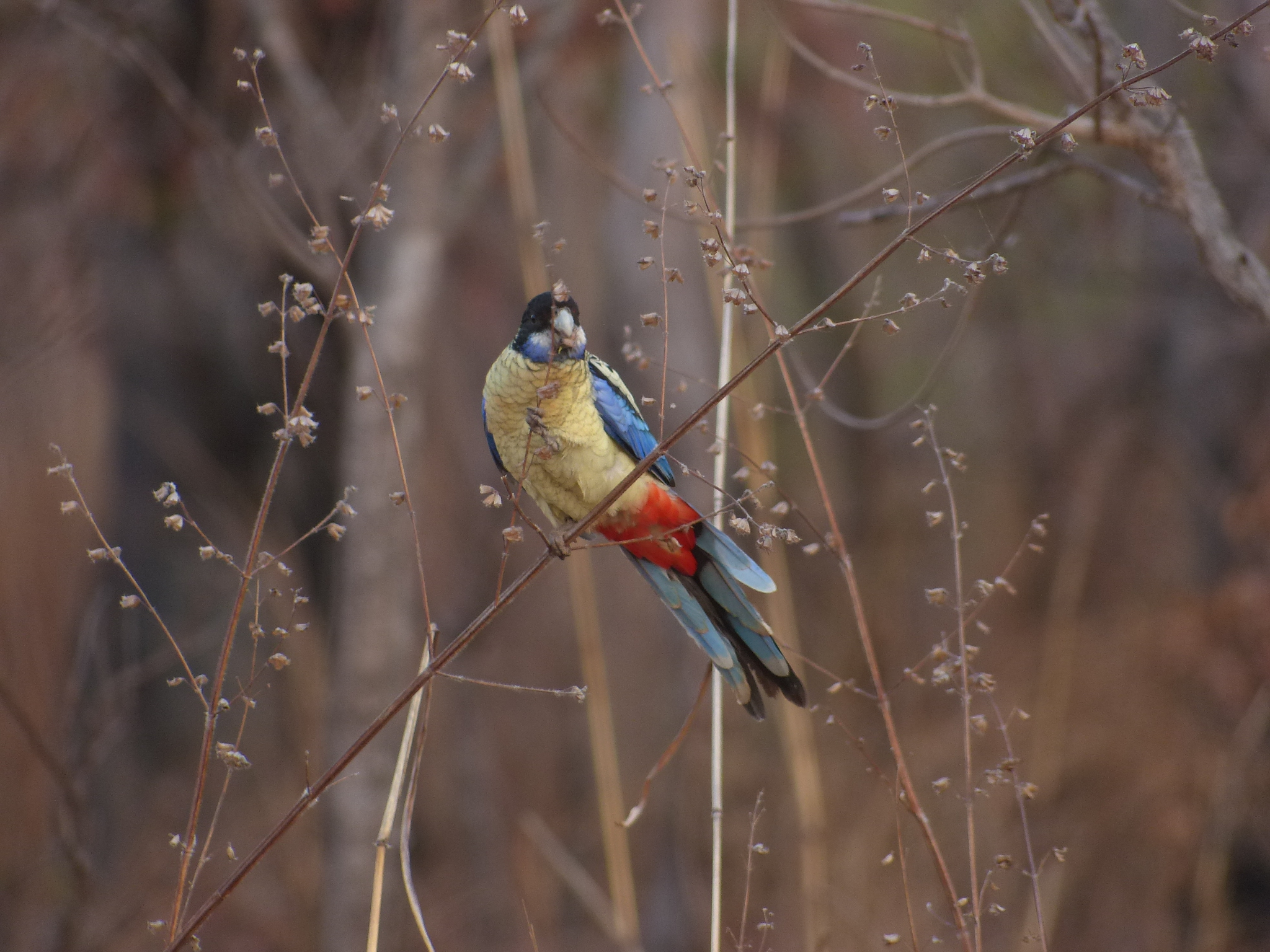
Subespècie hillii, Austràlia Occidental.

La cotorra encaputxada va ser descrita per primera vegada com a Psittacus venustus pel naturalista alemany Heinrich Kuhl el 1820. La descripció es basava en una il·lustració de Ferdinand Bauer d'un exemplar recollit per Robert Brown el febrer de 1803, durant el viatge de Matthew Flinders al voltant de la costa australiana.
L'epítet específic deriva del llatí «venustus», que significa “encantador” o “gràcil”. El zoòleg holandès Coenraad Jacob Temminck va publicar el nom Psittacus brownii en honor a Brown el 1821, i el zoòleg irlandès Nicholas Aylward Vigors el va transferir (com a P. brownii) al gènere Platycercus el 1827, descrivint-lo com el "més bonic dels família". No obstant això, John Gould va escriure a la seva obra de 1865 Handbook to the Birds of Australia que "Fins ara aquest ocell ha estat conegut pels ornitòlegs com Platycercus brownii, una denominació específica en honor al famós botànic; però que, lamento dir-ho, ha de donar lloc al prior de Venus."
Gregory Mathews va descriure la subespècie P. venustus hillii el 1910, recollida per G.F. Hill de la badia de Napier Broome a Austràlia Occidental. Va assenyalar que les galtes eren més blavoses i tenia menys blanc que la subespècie nominal. El riu Victòria marca la frontera entre aquesta i la subespècie nominal. El taxònom Arthur Cain va tractar la subespècie com a sinònim de la nominal, ja que l'única diferència de la qual sabia era el color de les galtes, però va reconèixer que més proves podrien demostrar-les diferents. A més de les diferències en el plomatge de les galtes, les dues es diferencien perquè la subespècie hillii té plomes grogues més brillants al pit i al ventre amb vores negres més primes i un bec més llarg i ample. El 1912 Mathews  va descriure una subespècie, la P. venustus melvillensis de l'illa de Melville, assenyalant que tenia un plomatge més negre a l'esquena. Ara es creu que no es pot distingir de la subespècie nominal.
Antigament, el nom de cotorra de Brown era força utilitzat en avicultura a Europa i el Regne Unit, o cotorra fumada pel plomatge fosc. Segons Gould, aquest últim nom era el nom local utilitzat, i que era el més comú a finals del segle XIX. L'any 1913 la Royal Australasian Ornithologists Union (RAOU), actualment Birdlife Australia, la va canviar, possiblement per expurgació, a cotorra fumada. Bulawirdwird i Djaddokorddokord són dos noms de la llengua Kunwinjku de la terra d'Arnhem occidental.
Una de les sis espècies de cotorra del gènere Platycercus, la cotorra encaputxada, la seva parenta la cotorra multicolor (P. eximius) i la cotorra pàl·lida (P. adscitus) formen un llinatge "de galtes blanques". Un estudi genètic de 1987 sobre l'ADN mitocondrial realitzat per Ovenden et al. va trobar que la cotorra encaputxada era la branca basal d'un llinatge que va donar lloc a les altres espècies de galtes blanques. Però un estudi amb ADN nuclear d'Ashlee Shipham et al. publicat el 2017 va trobar que la cotorra multicolor era basal per al llinatge que es va dividir en la cotorra pàl·lida i la cotorra encaputxada i, per tant, que els tàxons no germans podien hibridar entre les espècies.

### Subespècies
Es reconeixen tres subespècies:
- P. v. venustus (Kuhl, 1820) - des del nord del Territori del Nord fins al nord-oest de Queesnland.
- P. v. hilli (Mathews, 1910) - nord-est d'Austràlia Occidental i nord-oest de Territori del Nord.